# Stor-Acksjön
Stor-Acksjön är en sjö i Åre kommun i Jämtland och ingår i Indalsälvens huvudavrinningsområde. Sjön har en area på 1,12 kvadratkilometer och ligger 768,1 meter över havet. Sjön avvattnas av vattendraget Acksjöån.

## Delavrinningsområde
Stor-Acksjön ingår i det delavrinningsområde (700293-138374) som SMHI kallar för Utloppet av Stor-Acksjön. Medelhöjden är 783 meter över havet och ytan är 4,93 kvadratkilometer. Det finns inga avrinningsområden uppströms utan avrinningsområdet är högsta punkten. Acksjöån som avvattnar avrinningsområdet har biflödesordning 3, vilket innebär att vattnet flödar genom totalt 3 vattendrag innan det når havet efter 334 kilometer. Avrinningsområdet består mestadels av skog (72 procent). Avrinningsområdet har 1,29 kvadratkilometer vattenytor vilket ger det en sjöprocent på 26,2 procent.